# Verkehrsbetriebe der Stadt St. Gallen
Verkehrsbetriebe der Stadt St. Gallen, spesso abbreviata con la sigla VBSG, è l'azienda svizzera che esercita il trasporto pubblico nella città di San Gallo.

## Esercizio
L'azienda gestisce 3 filovie e 6 autolinee.

## Parco aziendale
La flotta del "VBSG" è costituita da 27 filobus e da 32 autobus.